# Here's to the Mourning
Here's to the Mourning è il quinto album in studio del gruppo rock statunitense Unwritten Law, pubblicato nel 2005.

## Tracce
Testi di Scott Russo e Aimee Allen, musica degli artisti indicati.
1. Intro – 0:50 (musica: Russo)
2. Get Up – 4:11 (musica: Russo, Steve Morris)
3. Celebration Song – 3:41 (musica: Russo, Rob Brewer)
4. Because of You – 3:03 (musica: Russo, Phil Jamieson, Nicholas Wright)
5. Lost Control – 2:53 (musica: Morris)
6. Save Me (Wake Up Call) – 3:31 (musica: Russo, Linda Perry, Allen)
7. I Like the Way – 2:58 (musica: Russo) – Palermo
8. Slow Dance – 3:11 (musica: Russo, Pat Kim)
9. She Says – 3:59 (musica: Russo, Jamieson)
10. Rejection's Cold – 4:01 (musica: Kim)
11. F.I.G.H.T. – 2:48 (musica: Russo)
12. Walrus + Machine (traccia nascosta) – 11:09 (musica: Russo / Kim)

## Formazione
Gruppo
- Scott Russo - voce
- Steve Morris - chitarra, cori
- Rob Brewer - chitarra
- Pat "PK" Kim - basso

Altri musicisti
- Adrian Young - batteria (3,4,10-12)
- Tony Palermo - batteria (1,2,5-9)
- John Krovoza - violoncello (12)
- Tom Vos - violino (12)
- Ben Rosen - programmazioni